# Sankt Barbara im Mürztal
Sankt Barbara im Mürztal osztrák mezőváros Stájerország Bruck-mürzzuschlagi járásában. 2017 januárjában 6637 lakosa volt.

## Elhelyezkedése

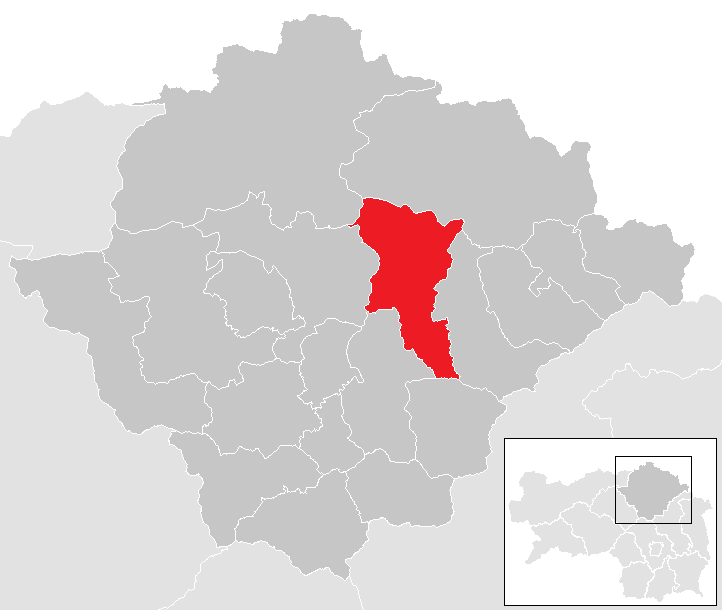
Sankt Barbara im Mürztal a Bruck-mürzzuschlagi járásban

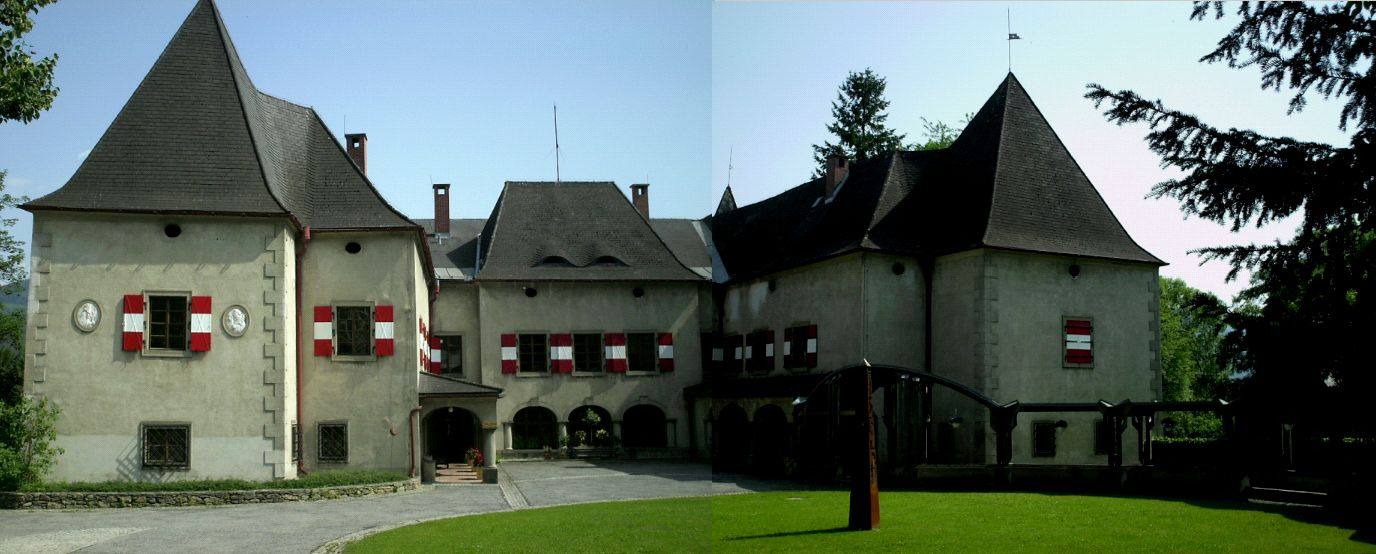
A Pichl-kastély

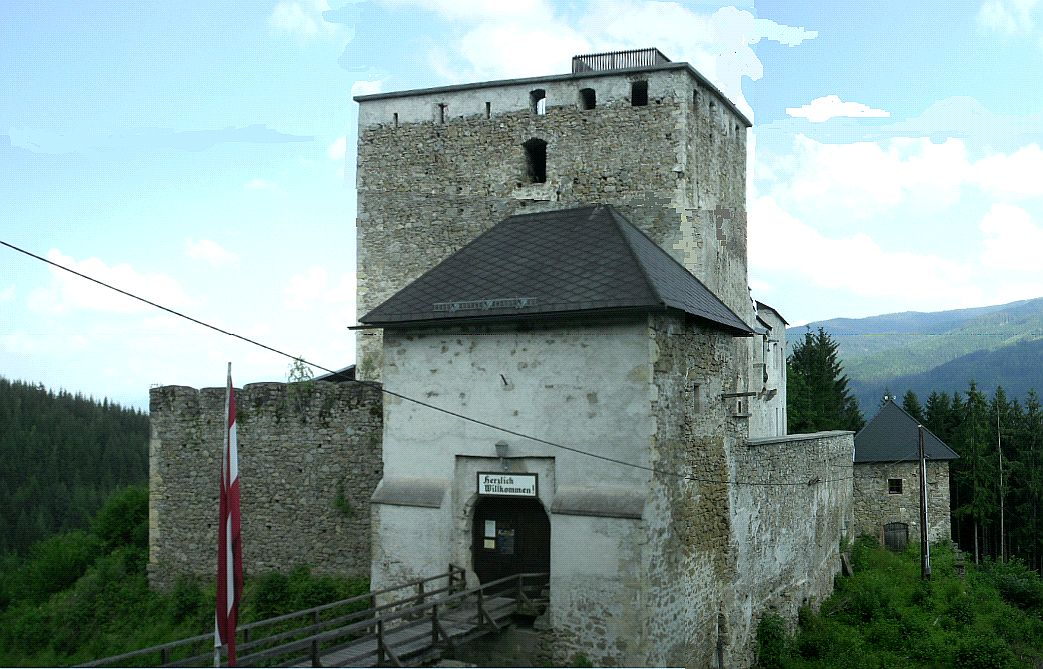
Lichtenegg vára

Sankt Barbara im Mürztal Felső-Stájerország keleti részén fekszik, a Mürz (a Mura mellékfolyója) mentén. Egyéb jelentős folyóvizei a Kleine Veitsch, Große Veitsch, Scheibsgrabenbach és a Sonnleitenbach. Területe északon a Hohe Veitsch masszívumra (itt található 1981 méteren legmagasabb pontja), délen a Fischbachi-Alpokra esik. Az önkormányzat 7 települést egyesít: Großveitsch (877 lakos), Kleinveitsch (404), Lutschaun (456), Mitterdorf im Mürztal (1925), Niederaigen (626), Veitsch (365), Wartberg im Mürztal (1984). A polgármesteri hivatal Mitterdorfban található.
A környező önkormányzatok: északra Neuberg an der Mürz, keletre Krieglach, délre Stanz im Mürztal, délnyugatra Kindberg, nyugatra Turnau, északnyugatra Mariazell.

## Története
Az önkormányzat a 2015-ös stájerországi közigazgatási reform során jött létre az addig önálló Mitterdorf im Mürztal és Veitsch mezővárosok, valamint Wartberg im Mürztal község egyesítésével.
A Mürz és mellékfolyóinak völgye legalább a kelták óta lakott. A népvándorlás végén szlávok telepedtek meg a régióban, sok helynév szláv eredetű. A 9. században indult meg a bajorok és frankok betelepítése.
Wartberget először 1158-ban említik "Wartperch" formában. A községi tanács 1850-ben alakult meg, a feudális birtokrendszer felszámolása után. A faluban 1871-ben alapították meg a Vogel&Noot acélművét, amely a mai napig működik. Az addig Wartberghez tartozó Mitterdorf 1906-ban elszakadt tőle. Miután Ausztria 1938-ban csatlakozott a Német Birodalomhoz, Wartberg, Mitterdorf és Veitsch a Stájerországi reichsgau része lett, majd a második világháborút követően 1955-ig a brit megszállási zónához tartozott.

## Lakosság
A Sankt Barbara im Mürztal-i önkormányzat területén 2017 januárjában 6637 fő élt. A lakosságszám 1971-ben érte el csúcspontját 9655 fővel, azóta csökkenő tendenciát mutat. 2015-ben a helybeliek 95,1%-a volt osztrák állampolgár; a külföldiek közül 0,9% a régi (2004 előtti), 2,7% az új EU-tagállamokból érkezett. 2001-ben Mitterdorfban a lakosok 76,4%-a római katolikusnak, 6,2% evangélikusnak, 14,6% pedig felekezet nélkülinek vallotta magát. Ugyanekkor egy magyar élt a mezővárosban.

## Látnivalók

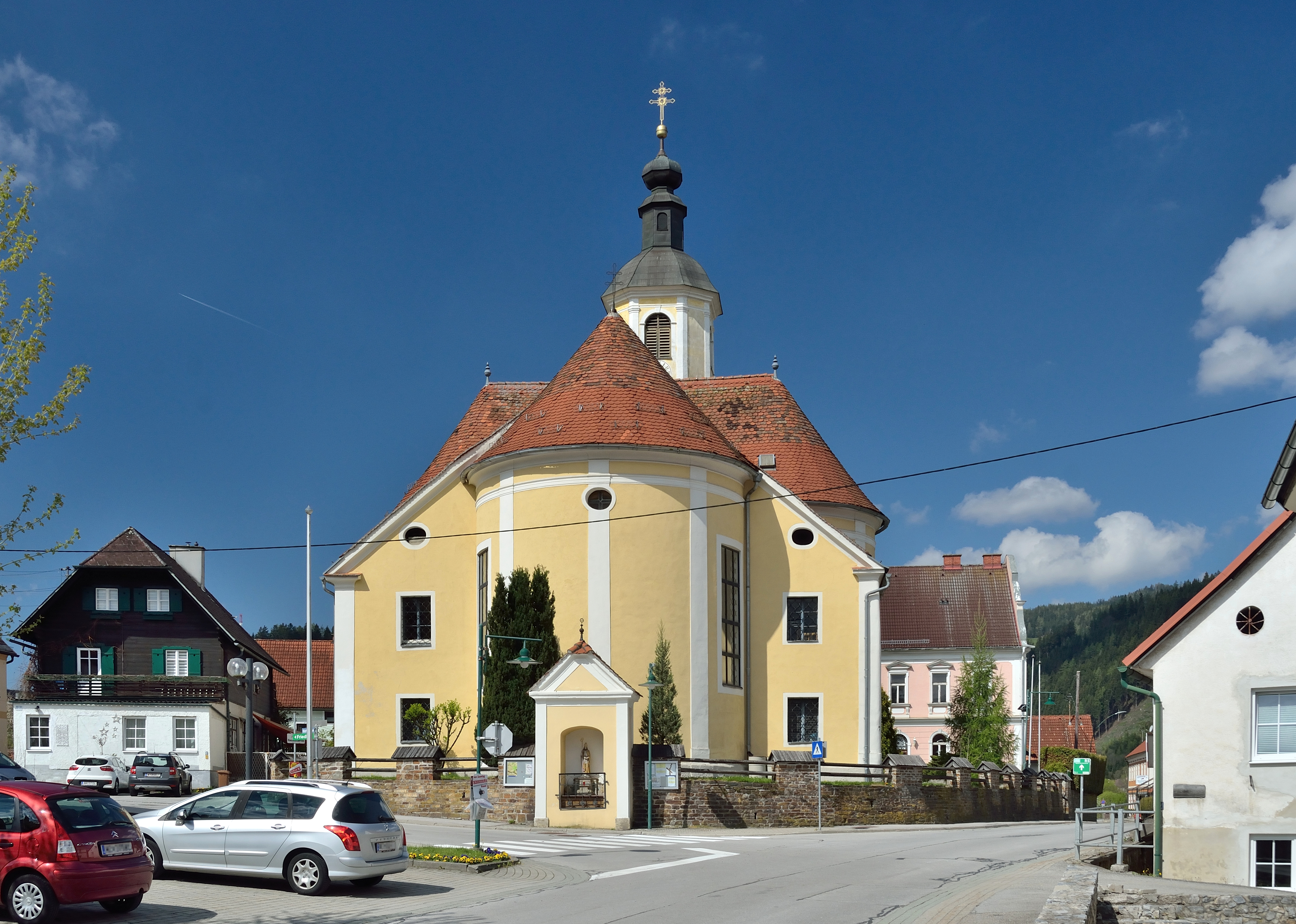
A Szt. Erhard-templom

- az 1555-ben épült Pichl-kastély Mitterdorfban
- Lichtenegg várának romjai Scheibsgrabenben
- Veitsch késő gótikus Szt. Vitus-plébániatemploma
- Wartberg barokk Szt. Erhard-plébániatemoploma
- Mitterdorf volt Nepomuki Szt. János-temploma

## Fordítás
- Ez a szócikk részben vagy egészben  a   Sankt Barbara im Mürztal című német Wikipédia-szócikk ezen változatának fordításán alapul.  Az eredeti cikk szerkesztőit annak laptörténete sorolja fel. Ez a jelzés csupán a megfogalmazás eredetét és a szerzői jogokat jelzi, nem szolgál a cikkben szereplő információk forrásmegjelöléseként.